# Micronycteris
Micronycteris is een geslacht van zoogdieren uit de familie van de bladneusvleermuizen van de Nieuwe Wereld (Phyllostomidae). De wetenschappelijke naam van het geslacht werd in 1866 gepubliceerd door John Edward Gray.

## Soorten
Er worden 13 soorten in dit geslacht geplaatst:
- Micronycteris brosseti Simmons & Voss, 1998
- Micronycteris buriri Larsen, Siles, Pedersen, & Kwiecinski, 2011
- Micronycteris giovanniae Baker & Fonseca, 2007
- Micronycteris hirsuta (Peters, 1869)
- Micronycteris matses Simmons, Voss, & Fleck, 2002
- Micronycteris megalotis (J. E. Gray, 1842)
- Micronycteris microtis G. S. Miller, 1898
- Micronycteris minuta (P. Gervais, 1855)
- Micronycteris sanborni Simmons, 1996
- Micronycteris schmidtorum Sanborn, 1935
- Micronycteris simmonsae Siles & Baker, 2020
- Micronycteris tresamici Siles & Baker, 2020
- Micronycteris yatesi Siles & Brooks, 2013